# Norra Nöbbelövs församling
Norra Nöbbelövs församling är en församling i Lunds kontrakt i Lunds stift. Församlingen ligger i Lunds kommun i Skåne län och ingår i Lunds pastorat.

## Administrativ historik
Församlingen har medeltida ursprung. Före den 1 januari 1886 (ändring enligt beslut den 17 april 1885) var namnet Nöbbelövs församling.
Församlingen var till 2002 annexförsamling i pastoratet Sankt Peters kloster och (Norra) Nöbbelöv, för att därefter till 2014 utgöra ett eget pastorat. Från 2014 ingår församlingen i Lunds pastorat.

## Kyrkor
- Norra Nöbbelövs kyrka

## Kyrkoherdar
Dan Fredriksson 2005-2013